# Liste des évêques de Bauchi
La liste des évêques de Bauchi recense les noms des évêques qui se sont succédé à la tête du vicariat apostolique puis du diocèse de Bauchi (Dioecesis Bauchianus), au Nigeria depuis sa création le 5 juillet 1996 par détachement de l'archidiocèse de Jos. 

## Est vicaire apostolique
- 5 juillet 1996-31 décembre 2003 : John Moore

## Puis sont évêques
- 31 décembre 2003-† 20 janvier 2010 : John Moore, promu évêque.
- 18 mars 2011-† 21 mars 2015 : Malachy Goltok (Malachy John Goltok)
- depuis le 31 mai 2017 : Hilary Dachelem (Hilary Nanman Dachelem), CMF

## Sources
- Fiche du diocèse sur catholic-hierarchy.org